# Klubi Futbollit Apolonia Fier
El Klubi Futbollit Apolonia Fier és un club de futbol albanès de la ciutat de Fier.

## Història
Evolució del nom:
- 1925: KS Apolonia Fier
- 1950: SK Fier
- 1951: Puna Fier
- 1957: KS Apolonia Fier

## Palmarès
- Copa albanesa de futbol: 1 
  - 1998

## Futbolistes destacats
| N. | Pos. | Nac. | Jugador        |
| -- | ---- | --- | -------------- |
| —  | DEF  | [[Fitxer:Flag of Albania.svg\|23x15px\|border \|alt=Albània\|link=Selecció de futbol d'Albània\|{{#if:\|]] | Dashnor Bita   |
| —  | MIG  | [[Fitxer:Flag of Albania.svg\|23x15px\|border \|alt=Albània\|link=Selecció de futbol d'Albània\|{{#if:\|]] | Sotiraq Kokuri |
| —  | MIG  | [[Fitxer:Flag of Albania.svg\|23x15px\|border \|alt=Albània\|link=Selecció de futbol d'Albània\|{{#if:\|]] | Iljaz Haxhiaj  |
| —  | MIG  | [[Fitxer:Flag of Albania.svg\|23x15px\|border \|alt=Albània\|link=Selecció de futbol d'Albània\|{{#if:\|]] | Edmond Lutaj   |
| —  | DAV  | [[Fitxer:Flag of Albania.svg\|23x15px\|border \|alt=Albània\|link=Selecció de futbol d'Albània\|{{#if:\|]] | Kujtim Majaci  |
| —  | DAV  | [[Fitxer:Flag of Albania.svg\|23x15px\|border \|alt=Albània\|link=Selecció de futbol d'Albània\|{{#if:\|]] | Albert Stroni  |

| N. | Pos. | Nac. | Jugador      |
| -- | ---- | --- | ------------ |
| —  | MIG  | [[Fitxer:Flag of Albania.svg\|23x15px\|border \|alt=Albània\|link=Selecció de futbol d'Albània\|{{#if:\|]] | Artion Poci  |
| —  | MIG  | [[Fitxer:Flag of Albania.svg\|23x15px\|border \|alt=Albània\|link=Selecció de futbol d'Albània\|{{#if:\|]] | Ansi Agolli  |
| —  | MIG  | [[Fitxer:Flag of Albania.svg\|23x15px\|border \|alt=Albània\|link=Selecció de futbol d'Albània\|{{#if:\|]] | Artan Bare   |
| —  | DAV  | [[Fitxer:Flag of Albania.svg\|23x15px\|border \|alt=Albània\|link=Selecció de futbol d'Albània\|{{#if:\|]] | Alket Zeqo   |
| —  | DAV  | [[Fitxer:Flag of Albania.svg\|23x15px\|border \|alt=Albània\|link=Selecció de futbol d'Albània\|{{#if:\|]] | Sebino Plaku |
| —  | DAV  | [[Fitxer:Flag of Brazil.svg\|23x15px\|border \|alt=Brasil\|link=Selecció de futbol del Brasil\|{{#if:\|]]  | Geraldo      |